# Seznam estonskih košarkarjev
Seznam estonskih košarkarjev.

## A
- Gregor Arbet

## D
- Gert Dorbek
- Martin Dorbek

## E
- Timo Eichfuss
- Heino Enden

## H
- Reinar Hallik

## I
- Aleksander Illi

## K
- Toomas Kandimaa
- Kristjan Kangur
- Tarmo Kikerpill
- Kristjan Kitsing
- Valmo Kriisa
- Gert Kullamäe
- Aivar Kuusmaa

## L
- Joann Lõssov

## M
- Margus Metstak
- Martin Müürsepp

## N
- Andrus Nagel

## P
- Andre Pärn
- Rauno Pehka

## R
- Rain Raadik

## S
- Kristo Saage
- Sten-Timmu Sokk
- Tanel Sokk
- Tiit Sokk

## T
- Tanel Tein
- Janar Tilts

## V
- Rain Veideman
- Siim-Sander Vene
- Heino Veskila